# Епархия Библа
Епархия Библа (лат. Eparchia Bybliensis Maronitarum) — епархия Маронитской католической церкви с центром в городе Библ, Ливан. Епархия Библа распространяет свою юрисдикцию на территорию района Джебейль. Кафедральным собором епархии Библа является церковь святых апостола Иоанна и евангелиста Марка.

## История
Первые сведения о епархии Сидона относятся к 1676 году, когда упоминается имя епископа Иосифа. На Синоде Горного Ливана, который состоялся в 1736 году, была произведена реорганизация маронитских церковных структур, после которой епархия Сидона в 1768 году стала иметь общую кафедру с епархией Батруна. С 1848 года епархия Библа-Батруна была собственной епархией антиохийского патриарха.
9 июня 1900 года епархия Библа была отделена от епархии Батруна и стала автономной церковной структурой.

## Ординарии епархии
- епископ Иосиф (упоминается 12 июня 1673 года);
- епископ Иоанн Абакух (упоминается в 1694 году);
- епископ Иосиф (упоминается в 1699 году);
- епископ Филипп (упоминается в 1736 году);
  - кафедра патриарха (1848—1990);
- епископ Бешар Бутрос Раи O.M.M.[1] (9.06.1990 — 15.03.2011) — выбран антиохийским патриархом;
- епископ Михаил Аун (16.01.2012 — по настоящее время).

## Источник
- Annuario Pontificio, Libreria Editrice Vaticana, Città del Vaticano, 2003, ISBN 88-209-7422-3